# Ein Katzensprung
Ein Katzensprung ist ein DDR-Kinofilm der DEFA von Claus Dobberke aus dem Jahr 1977. Erzählt wird vom Alltag in der Nationalen Volksarmee und besonders den damit verbundenen Herausforderungen der Menschenführung. Vorlage war der gleichnamige Roman von Walter Flegel.

## Handlung
Nach seinem Hochzeitsurlaub kehrt der junge Leutnant Riedel in die Kaserne zurück. Da in der Truppe alles gut läuft, scheint der Gefreite Weißenbach ein verlässlicher Vertreter gewesen zu sein.
Doch dieser sorgt offensichtlich mit drastischen Methoden für gute Ergebnisse. Unter anderem hat er es zu verantworten, dass der Soldat Maier fast ertrinkt. Riedel setzt Weißenbach von seinen Funktionen ab. Als dessen neuer Vertreter allerdings im Manöver versagt, stellt Kompaniechef Hauptmann Kaiser den Leutnant zur Rede. Um die Gefechtsbereitschaft sicherzustellen, wird Weißenbach gegen Riedels Willen vom Kompaniechef wieder eingesetzt. Etwas später wird Weißenbach wegen einer Schlägerei in einer Gaststätte angezeigt, bei der er den Geliebten seiner Ehefrau verletzt hat. Weißenbach droht nun ein Gerichtsverfahren. Leutnant Riedel entfernt sich unerlaubt vom Standort und erkundet vor Ort, wie sich der Vorfall wirklich zugetragen hat. Währenddessen wird seine Einheit in ein unangekündigtes Manöver befohlen. Als Riedel verspätet beim Manöver eintrifft, wird ihm eine Bestrafung angekündigt. Doch da er die Rücknahme der Anzeige erreicht hat, nimmt er das in Kauf. Er hat erkannt, dass er nicht hätte handeln dürfen, ohne sich mit Weißenbachs Situation auseinandergesetzt zu haben.

## Produktion und Veröffentlichung
Das Szenarium lag in der Verantwortung von Wolfgang Ebeling und Walter Flegel und als Dramaturg war Hans-Joachim Wallstein tätig.
Ein Katzensprung wurde von der künstlerischen Arbeitsgruppe „Roter Kreis“ unter dem Arbeitstitel Die Schärpe als Orwocolor-Film gedreht und hatte seine Kinopremiere am 30. Juni 1977 im Berliner Kino Kosmos. Eine festliche Voraufführung fand bereits am 30. März 1977 vor 500 Teilnehmern während einer Konferenz des Lichtspielwesens der DDR im Plenarsaal der Volkskammer im Berliner Palast der Republik statt. Die Fernseh-Erstausstrahlung erfolgte im 1. Programm des Fernsehens der DDR am 12. Juli 1978. Auf DVD erschien der Film 2015.

## Kritiken
Im Neuen Deutschland bemerkte Horst Knietzsch über Walter Flegel, den Autor dieses Films, der als Offizier der NVA und Schriftsteller bereits mehrere Romane veröffentlicht hat:

„Unter Mitarbeit von Wolfgang Ebeling ist das Buch für einen interessanten, sehenswerten Film entstanden, auch wenn es noch in einzelnen Teilen ein wenig grob behauen und forciert erscheint und seinem dramaturgischen Gerüst eine feinere und auch psychologisch schlüssigere Verflechtung dienlich gewesen wäre.“

Das Lexikon des internationalen Films schreibt: 

„Darstellerisch schwacher Film mit nicht zu übersehenden dramatischen Schwächen.“